# Reino de Namdalen
El reino de Namdalen (en nórdico antiguo: Naumdœlafylki) es el antiguo nombre de una región histórica, antiguo reino de Noruega. Es actualmente un distrito en el condado de Nord-Trøndelag. 

## Etimología
La forma en nórdico antiguo era Naumudalr. El primer elemento es el genitivo del río Nauma (hoy Namsen), el segundo elemento es dalr ('valle'). 

## Sagas nórdicas
La Noruega de la Era Vikinga estuvo dividida en pequeños reinos independientes gobernados por caudillos que gobernaban los territorios, competían por la supremacía en el mar e influencia política, y buscaban alianzas o el control sobre otras familias reales, bien de forma voluntaria o forzadas. Estas circunstancias provocaron periodos turbulentos y vidas heroicas como se recoge en la saga Heimskringla del escaldo islandés Snorri Sturluson en el siglo XIII. 
Según la saga nórdica Hálfdanar saga Eysteinssonar, el rey Sæming de Hålogaland e hijo del patriarca del panteón nórdico, Odín, casó con Nauma quien dio nombre al reino de Namdalen. Todos los monarcas de Namdalen pertenecieron a la dinastía Håløygætten, un clan familiar muy antiguo que logró unir las defensas del norte de Hålogaland hasta Namdalen al sur bajo un único gobierno. Los últimos herederos de ese clan fueron los Jarls de Lade. Haakon Jarl fue, de facto, el único jarl que consiguió gobernar Noruega sin ostentar el título de rey (nórdico antiguo: konungr).